# 北九州市立南小倉中学校
北九州市立南小倉中学校（きたきゅうしゅうしりつ みなみこくらちゅうがっこう）は、福岡県北九州市小倉北区高尾一丁目にある公立中学校。

## 教育目標
- 明朗 - すべての生徒が安心して楽しく学べる明るい学校
- 清新 - どんな困難にも負けず新しい希望をめざし前進する学校
- 協力 - 自分の責任を自覚し互いに助けあっていく学校

## 沿革
- 1972年（昭和47年） - 創立（北九州市立篠崎中学校より分離）。
- 1977年（昭和52年） - 校歌制定。
- 1979年（昭和54年） - 男子バレー部全国大会出場。
- 1989年（平成元年） - 柔道部全国大会出場。
- 2002年（平成14年） - 陸上部全国大会出場。
- 2005年（平成17年） - 男子バスケットボール部全国大会出場。
- 2007年（平成19年） - 女子バレーボール部、陸上部全国大会出場。吹奏楽部九州吹奏楽コンクールに出場。
- 2009年（平成21年） - 陸上部全国大会出場。

## 交通
- バス

「清水町」「第一高田町」が最寄。
- 鉄道

南小倉駅が最寄。徒歩15分程の距離である。

## 年間行事
- 4月 入学式
- 5月 修学旅行（3年生）
- 6月 ふれあい合宿（1年生） 農業宿泊体験学習（2年生）
- 7月 生徒総会
- 9月 体育大会
- 10月 美術鑑賞教室（1年生）
- 11月 文化祭
- 3月 卒業式

## 周辺施設
- 慶成高等学校
- 愛の家
- 南小倉駅